# Joaquin (Texas)
Pour les articles homonymes, voir Joaquín.
Joaquin est une ville située au nord-est du comté de Shelby, au Texas, aux États-Unis,.

## Démographie
Lors du recensement de 2010, la ville comptait une population de 824 habitants. Elle est estimée, en 2016, à 822 habitants.

### Source de la traduction
- (en) Cet article est partiellement ou en totalité issu de l’article de Wikipédia en anglais intitulé « Joaquin, Texas » (voir la liste des auteurs).